# 自治医科大学附属病院
自治医科大学附属病院（じちいかだいがくふぞくびょういん）は、栃木県下野市にある学校法人自治医科大学が運営する病院である。「栃木DMAT」を構成する部隊編成の指定を受けている。

## 沿革
- 1974年（昭和49年）1月17日 -『自治医科大学附属病院』、開設許可
- 1974年（昭和49年）4月15日 - 病院開院
- 1982年（昭和57年）3月3日 - 地域家庭診療センター開設
- 1984年（昭和59年）6月12日 - 核医学センター開設
- 1994年（平成6年）5月28日 - 病院創立20周年記念祝賀会挙行
- 1995年（平成7年）3月9日 - エイズ診療拠点病院の指定
- 1995年（平成7年）4月1日 - 自治医科大学健診センター開設
- 1996年（平成8年）9月1日 - 総合周産期母子医療センターの開設
- 1996年（平成8年）11月29日 - 災害拠点病院の指定
- 2004年（平成16年）10月1日 - 消化器センター、呼吸器センター、脳神経センター、血管内治療部、無菌治療部および臨床腫瘍部の開設
- 2005年（平成17年）4月1日 - 腎臓センターの開設
- 2006年（平成18年）6月1日 - 臨床腫瘍科の開設
- 2006年（平成18年）9月1日 - とちぎ子ども医療センターを開設
- 2007年（平成19年）1月31日 - 地域がん診療連携拠点病院に指定
- 2007年（平成19年）3月12日 - 外来治療センターを開設
- 2007年（平成19年）4月1日 - 生殖医学センター（不妊治療・体外受精センター）を開設
- 2008年（平成20年）4月1日 - 脳卒中センター、成人先天性心疾患センターおよび光学医療センターの開設・設置
- 2009年（平成21年）4月1日 - 糖尿病センター開設
- 2010年（平成22年）4月1日 - 看護職キャリア支援センター開設
- 2011年（平成23年）5月1日 - 栄養部を臨床栄養部に改組

## 診療科
- 総合診療部（総合診療科）
- 循環器センター内科部門（循環器内科）
- 循環器センター外科部門（心臓血管外科）

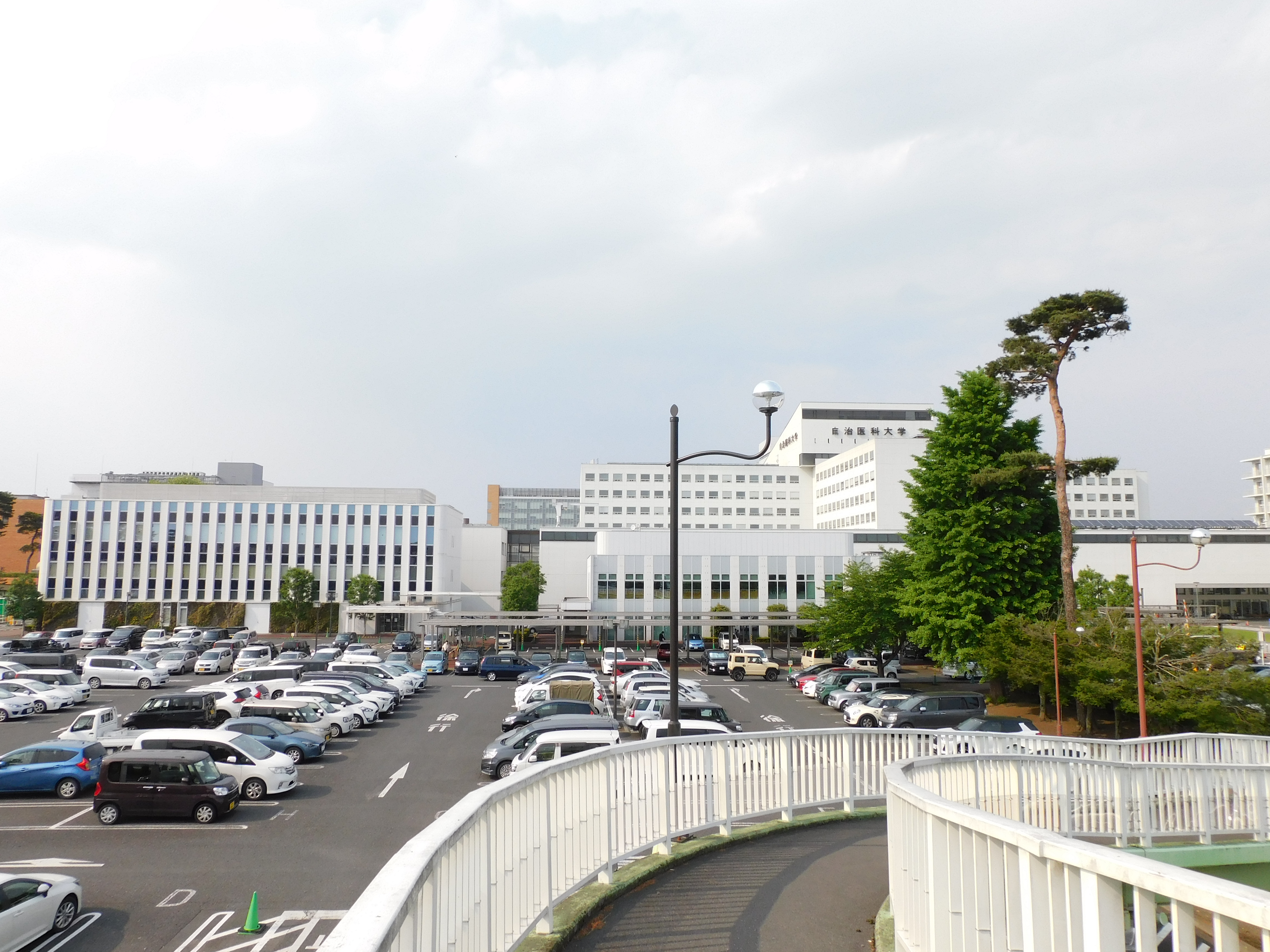
病院正面

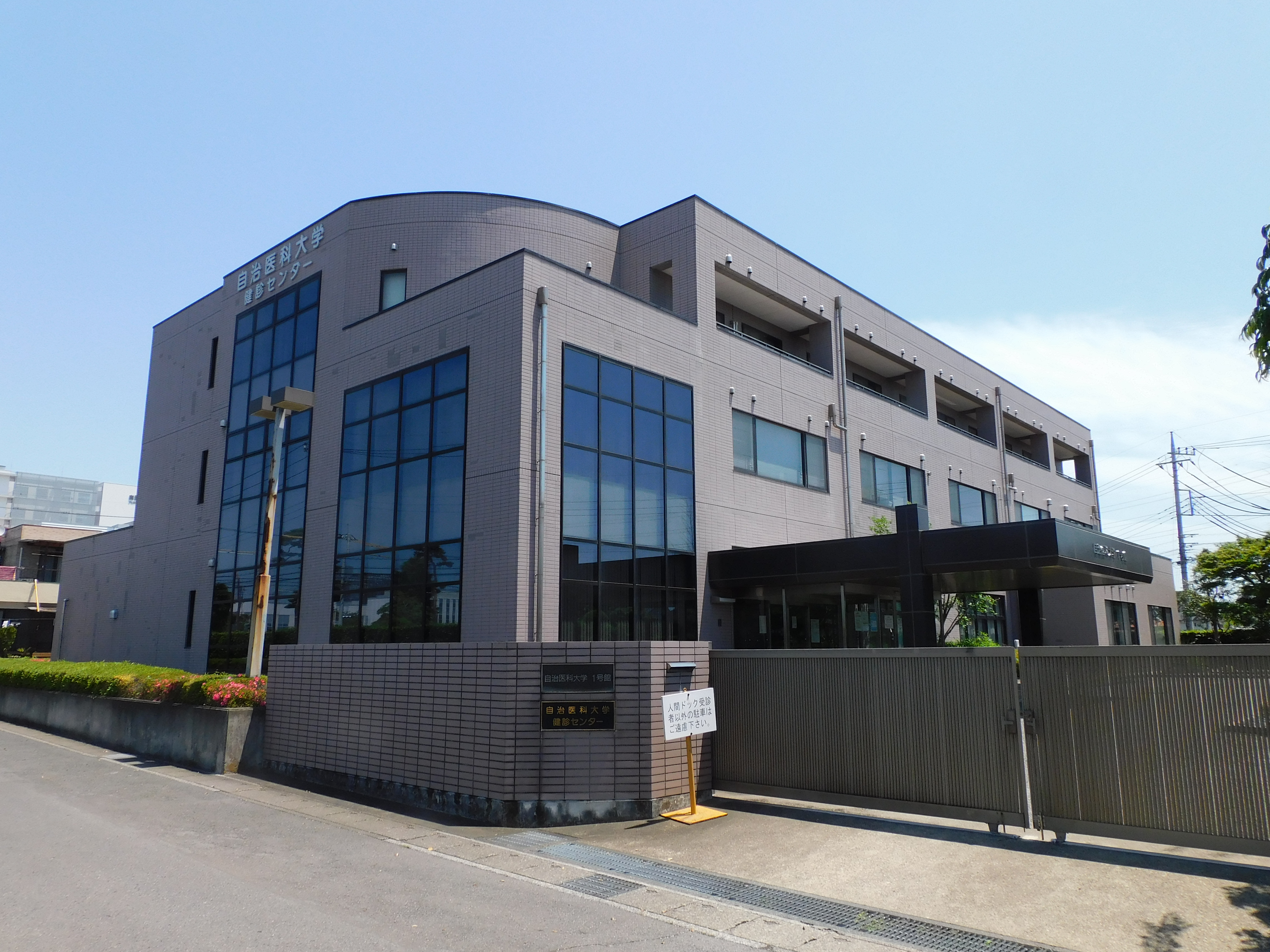
健診センター

- 消化器センター内科部門（消化器・肝臓内科）
- 消化器センター外科部門（消化器外科）
- 呼吸器センター内科部門（呼吸器内科）
- 呼吸器センター外科部門（呼吸器外科）
- 脳神経センター内科部門（脳神経内科）
- 脳神経センター外科部門（脳神経外科）
- 腎臓センター内科部門（腎臓内科）
- 腎臓センター外科部門（腎臓外科）
- 血液科
- 内分泌代謝科
- アレルギー・リウマチ科
- 臨床腫瘍科
- 感染症科
- 緩和ケア科
- 放射線診断科・放射線治療科
- 精神科
- 皮膚科
- 乳腺科
- 移植外科
- 形成外科
- 美容外科
- 整形外科
- 産科
- 婦人科
- 泌尿器科
- 耳鼻咽喉科
- 眼科
- 麻酔科
- リハビリテーション科
- 病理診断科
- 歯科口腔外科・矯正歯科

特殊有床診療部
- 総合周産期母子医療センター
- 重症心不全治療部
- 無菌治療部
- 緩和ケア部
- 成人先天性心疾患センター
- 脳卒中センター
- 糖尿病センター
- リウマチセンター
- てんかんセンター
- がん相談支援センター
- 腹膜播種治療センター

中央施設部門
- 中央手術部
- 鏡視下手術部
- 中央放射線部
- 臨床検査部
- 病理診断部
- 輸血・細胞移植部
- 薬剤部
- 臨床栄養部
- 臨床工学部
- 血管内治療センター
- 透析センター
- 光学医療センター（内視鏡）内視鏡部
- 生殖医学センター（不妊治療・体外受精センター）
- 移植・再生医療センター
- リハビリテーションセンター
- 臨床薬理センター
- 遺伝カウンセリング室
- 放射線管理センター
- こころのケアセンター

各種部門
- 救命救急センター
- 集中治療部
- 高度治療部
- 腫瘍センター
- 医療の質向上・安全推進センター
- 臨床感染症センター感染制御部
- 卒後臨床研修センター
- 看護部
- 患者サポートセンター
- メディカルサポートセンター
- 看護職キャリア支援センター
- 企画経営部　等
- 事務部
- 健診センター
- 臨床研究センター
- 医療情報部

## 医療機関の指定等
- エイズ診療拠点病院
- 栃木県災害拠点病院
- 第一種感染症指定医療機関
- 地域がん診療連携拠点病院
- 治験拠点医療機関
- 特定機能病院の名称承認
- 消防法による救急医療
- 労働者災害補償保険法による医療機関
- 地方公務員災害補償法による医療機関
- 原爆被害者援護法(一般医療)
- 原爆被害者援護法(健康医療)
- 戦傷病者特別援護法による医療機関
- 母子保護法(妊娠中毒)
- 母子保護法(妊娠乳児健康検診)
- 母子保護法(養育医療機関)
- 生活保護法による医療機関
- 障害者自立支援法(育成医療)
- 障害者自立支援法(更生医療)
- 障害者自立支援法(精神通院医療)
- 老人福祉法による医療機関
- 老人保健法による医療機関
- 感染予防法による医療機関(結核)
- 臨床修練指定病院(外国医師、外国歯科医師)

## 交通アクセス
病院公式サイト 交通アクセスも参照
- JR東日本・東北本線（宇都宮線）「自治医大駅」下車、徒歩（15分程度）
- 自治医大駅東口から関東自動車（路線バス）「自治医大附属病院」行き乗車